# Lugano (district)
Het district Lugano (Italiaans: Distretto di Lugano) is een bestuurlijke onderverdeling van het kanton Ticino. Hoofdplaats is de stad en gemeente Lugano.

## Indeling
Het district bestaat uit de volgende cirkels (circoli) en gemeenten (communi):

### Circolo d'Agno
| Gemeentenaam | Inwoners (31/12/2016) | Oppervlakte (km²) |
| ------------ | --------------------- | ----------------- |
| Agno         | 4518                  | 2,49              |
| Bioggio      | 2648                  | 6,43              |
| Cademario    | 791                   | 3,96              |
| Muzzano      | 804                   | 1,5y              |
| Vernate      | 582                   | 1,51              |

### Circolo di Breno
| Gemeentenaam    | Inwoners (31/12/2016) | Oppervlakte (km²) |
| --------------- | --------------------- | ----------------- |
| Alto Malcantone | 1414                  | 22,06             |
| Aranno          | 368                   | 2,72              |
| Lema            | 2646                  | 18,56             |

### Circolo di Capriasca
| Gemeentenaam    | Inwoners (31/12/2016) | Oppervlakte (km²) |
| --------------- | --------------------- | ----------------- |
| Capriasca       | 6603                  | 36,35             |
| Origlio         | 1466                  | 2,07              |
| Ponte Capriasca | 1884                  | 6,20              |

### Circolo del Ceresio
| Gemeentenaam    | Inwoners (31/12/2016) | Oppervlakte (km²) |
| --------------- | --------------------- | ----------------- |
| Arogno          | 1004                  | 8,50              |
| Bissone         | 905                   | 1,82              |
| Brusino Arsizio | 495                   | 4,04              |
| Val Mara        | 2995                  | 10,17             |

### Circoli di Lugano
Lugano omvat 3 circuli: Oost, Noord & West. Deze vallen samen met de gemeente Lugano.
| Gemeentenaam | Inwoners (31/12/2016) | Oppervlakte (km²) |
| ------------ | --------------------- | ----------------- |
| Lugano       | 63.932                | 75,34             |

### Circolo della Magliasina
| Gemeentenaam | Inwoners (31/12/2016) | Oppervlakte (km²) |
| ------------ | --------------------- | ----------------- |
| Caslano      | 4373                  | 2,84              |
| Magliaso     | 1594                  | 1,09              |
| Neggio       | 331                   | 0,91              |
| Pura         | 1398                  | 3,04              |

### Circolo di Paradiso
| Gemeentenaam  | Inwoners (31/12/2016) | Oppervlakte (km²) |
| ------------- | --------------------- | ----------------- |
| Collina d'Oro | 4656                  | 6,91              |
| Grancia       | 526                   | 0,63              |
| Melide        | 1806                  | 1,67              |
| Morcote       | 755                   | 2,80              |
| Paradiso      | 4152                  | 0,89              |
| Vico Morcote  | 382                   | 1,91              |

### Circolo di Sessa
| Gemeentenaam | Inwoners (31/12/2023) | Oppervlakte (km²) |
| ------------ | --------------------- | ----------------- |
| Tresa        | 3129                  | 11,04             |

### Circolo di Taverne
| Gemeentenaam       | Inwoners (31/12/2002) | Oppervlakte (km²) |
| ------------------ | --------------------- | ----------------- |
| Bedano             | 1256                  | 1,9               |
| Gravesano          | 1063                  | 0,6               |
| Manno              | 1124                  | 2,4               |
| Mezzovico-Vira     | 944                   | 10,2              |
| Torricella-Taverne | 2843                  | 5,2               |

### Circolo di Vezia
| Gemeentenaam | Inwoners (31/12/2002) | Oppervlakte (km²) |
| ------------ | --------------------- | ----------------- |
| Cadempino    | 1346                  | 0,8               |
| Canobbio     | 1864                  | 1,3               |
| Comano       | 1703                  | 2,0               |
| Cureglia     | 1309                  | 1,1               |
| Lamone       | 1645                  | 1,8               |
| Massagno     | 5730                  | 0,7               |
| Porza        | 1428                  | 1,6               |
| Savosa       | 2017                  | 0,7               |
| Sorengo      | 1630                  | 0,9               |
| Vezia        | 1672                  | 1,4               |

Bellinzona · Blenio · Leventina · Locarno · Lugano · Mendrisio · Riviera · Vallemaggia